# Кенпа, Юзеф
Юзеф Кенпа (пол. Józef Kępa; 18 мая 1928, Жечица, Польская Республика -  28 апреля 1998, Варшава) — польский политический и государственный деятель, историк . Депутат Сейма Польской Народной Республики, член Политбюро ЦК Польской объединенной рабочей партии (1975–1980), вице-премьер (заместитель председателя) Правительства Польши (1976–1979) и министр администрации, местной администрации, землеустройства и охраны окружающей среды ПНР (1979–1981).